# Staurostichus sciotus
Staurostichus sciotus är en tvåvingeart som först beskrevs av Wray Merrill Bowden 1971.  Staurostichus sciotus ingår i släktet Staurostichus och familjen svävflugor. Inga underarter finns listade i Catalogue of Life.